# Fontenay-en-Parisis
Fontenay-en-Parisis egy község Franciaországban. Lakosainak száma 2220 fő (2022. január 1.).

## Földrajza
Fontenay-en-Parisis Louvres, Goussainville, Bouqueval, Châtenay-en-France, Mareil-en-France, Le Mesnil-Aubry, Le Plessis-Gassot és Puiseux-en-France községekkel határos.